# 坦多沃湖
坦多沃湖是俄羅斯的]湖泊，位於巴拉巴草原，由新西伯利亞州負責管轄，長9公里、寬7公里，面積57平方公里，海拔高度110米，最大水深2米，每年十一月至翌年五月結冰。